# Michael Kempe (Historiker)
Michael Kempe (* 1966 in Flensburg) ist ein deutscher Bibliothekar und Historiker.

## Leben
Von 1988 bis 1995 studierte er Geschichte und Philosophie an der Universität Konstanz (1995 Magister Artium in Geschichte und Philosophie) und am Trinity College Dublin. Nach der Promotion 2000 im Fach Geschichte und der Habilitation 2009 in Konstanz ist er seit 2011 Leiter der Leibniz-Forschungsstelle der Akademie der Wissenschaften zu Göttingen beim Leibniz-Archiv der Leibniz Bibliothek in Hannover.

## Schriften (Auswahl)
- Wissenschaft, Theologie, Aufklärung. Johann Jakob Scheuchzer (1672–1733) und die Sintfluttheorie. Tübingen 2003, ISBN 3-928471-33-3.
- Piraten. Wissen, was stimmt. Basel 2009, ISBN 978-3-451-06114-1.
- Fluch der Weltmeere. Piraterie, Völkerrecht und internationale Beziehungen 1500–1900. Frankfurt am Main 2010, ISBN 978-3-593-39291-2.
- als Herausgeber: Der Philosoph im U-Boot. Praktische Wissenschaft und Technik im Kontext von Gottfried Wilhelm Leibniz. Hannover 2015, ISBN 978-3-943922-09-7.
- Die beste aller möglichen Welten. Gottfried Wilhelm Leibniz und seine Zeit. Frankfurt a. M. 2022, ISBN 978-3-10-000027-9.